# Intendente de la región de Ñuble
El Intendente de la Región de Ñuble fue una autoridad designada por el presidente de la República para ejercer el gobierno de la Región de Ñuble, Chile, como su representante natural e inmediato en dicho territorio. Además participaba en la administración de la región, como órgano que integraba el Gobierno Regional de Ñuble.

## Historia
Entre 1848 y 1974, el territorio de Ñuble era gobernado por la figura del Intendente de la Provincia de Ñuble. Entre 1974 y 2018, el territorio de Ñuble fue una provincia de la región del Biobío, siendo el cargo más importante la figura del Gobernador de la Provincia de Ñuble. En el año 2018 fue transformada en una región, como la actual región de Ñuble.
Una reforma constitucional del año 2017 dispuso la elección popular del órgano ejecutivo del gobierno regional, creando el cargo de gobernador regional y estableciendo una delegación presidencial regional, a cargo de un delegado presidencial regional, el cual representa al poder ejecutivo y supervisa las regiones en conjunto a los delegados presidenciales provinciales. Tras las primeras elecciones regionales en 2021, y desde que asumieron sus funciones los gobernadores regionales y delegados presidenciales regionales, el 14 de julio de 2021, el cargo de intendente desapareció en dicha fecha mencionada.

## Intendentes de la Región de Ñuble (2018-2021)
| Intendente/a                 | Partido | Partido | Período                                           | Presidente/a | Presidente/a     |
| ---------------------------- | ------- | ------- | ------------------------------------------------- | ------------ | ---------------- |
| Martín Arrau García Huidobro |         | Ind.    | 6 de septiembre de 2018 - 20 de noviembre de 2020 |              | Sebastián Piñera |
| Cristóbal Jardua Campos      |         | UDI     | 20 de noviembre de 2020 - 14 de julio de 2021     |              | Sebastián Piñera |